# Maison-mémorial Mère Teresa
La maison-mémorial Mère Teresa (en macédonien Спомен-куќа на Мајка Тереза) est un lieu dédié à Mère Teresa, figure religieuse catholique et humanitaire de renommée mondiale et lauréate du prix Nobel de la paix en 1979. Elle se trouve dans sa ville natale, Skopje, la capitale de la Macédoine du Nord.

## Emplacement, historique, collections

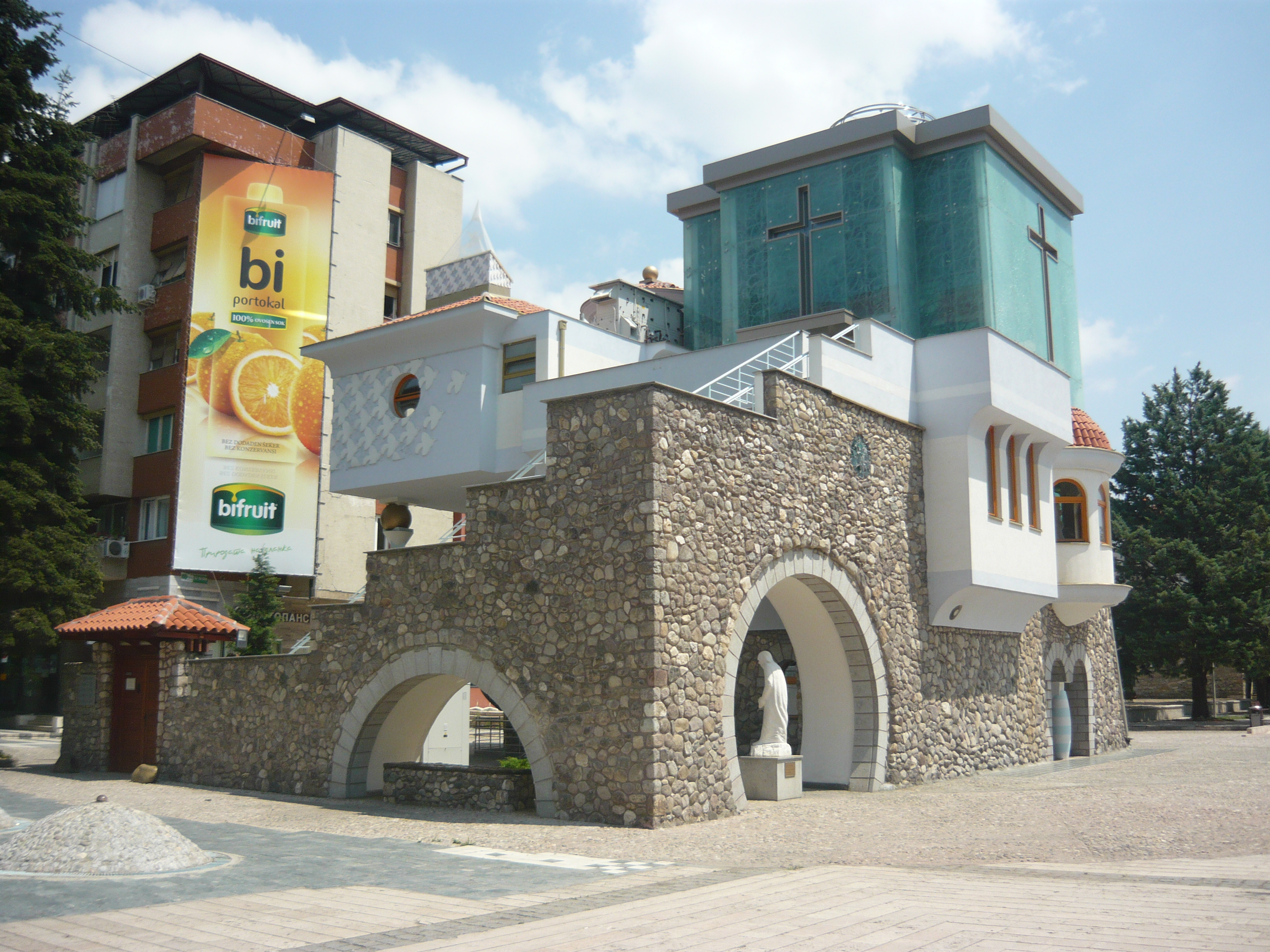
La maison-mémorial.

Cette maison-mémorial se trouve sur la rue de Macédoine, la principale artère piétonne de la ville, à l'emplacement de l'église où Mère Teresa reçut le baptême. Commencée en mai 2008, la construction fut financée par le gouvernement macédonien.
Elle a été inaugurée le 30 janvier 2009 et pendant les trois premières semaines d'ouverture, elle a été visitée par 12 000 personnes. Elle est rapidement devenue un nouveau symbole de Skopje.
La maison conserve des reliques de sainte Mère Teresa, transférées par l'Église catholique, ainsi que des sculptures d'elle et de sa famille. Elle compte aussi une galerie d'expositions et organise des événements culturels.